# Étienne-Ignace-Laurent de Pons
Étienne-Ignace-Laurent de Pons (ur. 10 sierpnia 1735 w okolicach Gaas we Francji, zm. na pocz. XIX wieku) – dyplomata i urzędnik konsularny francuski, ostatni rezydent francuski w Gdańsku w XVIII wieku.

## Życiorys
Syn Adriena du Pons. We francuskiej służbie zagranicznej od 1762, m.in. pełniąc funkcję zastępcy szefa odpowiedzialnego za stosunki z Włochami, Holandią i częścią Północy. W randze komisarza królewskiego uczestniczył w powitaniu w Beauvoisins przyszłej Marii Józefiny Sabaudzkiej (1971). W latach 1774–1793 pełnił funkcję rezydenta nominowanego przez ówczesny Departament Spraw Zagranicznych (Département des Affaires étrangères) i konsula nominowanego przez Departament Morski (Département de la Marine) w Gdańsku. Dwukrotnie opuszczał Gdańsk celem kuracji uzdrowiskowych we Francji (1778-1780 i 1786-1790), zastępowany w pełnieniu funkcji przez sekretarza Brunattiego. Odbył też podróż studyjną na Litwę, Wołyń i Ukrainę. Po zaanektowaniu miasta w 1793 przez Prusy i wezwania do powrotu przez francuski Komitet Ocalenia Publicznego (Comité de Salut Public), po różnych perypetiach natury formalnej, m.in. krótkim areszcie domowym z rozkazu króla pruskiego Fryderyka Wilhelma II, i zdrowotnej, w 1796 powrócił do Francji. Przygotowywano objęcie przez niego urzędu ministra Francji w Kolonii, lecz pomimo z jego strony zabiegów oraz z uwagi na pogarszająca się sytuację międzynarodową, nie przydzielono mu tej ani żadnej innej funkcji publicznej.